# Serranía Marimonos
Die Serranía Marimonos (auch: Sierra de Marimonos) ist eine Abfolge von Höhenrücken im südamerikanischen Anden-Staat Bolivien.

## Lage
Die Serranía Marimonos ist ein Abschnitt der bolivianischen Voranden-Ketten und liegt zwischen der Cordillera Oriental im Westen und der Moxos-Ebene im Osten. Sie erstreckt sich in Nordwest-Südost-Richtung im Departamento La Paz in der Provinz Sud Yungas im Municipio Palos Blancos. Im Südwesten wird der Höhenzug durch den Río Alto Beni begrenzt, nach Nordosten durch verschiedene Flussläufe, seine Gesamtlänge liegt bei etwa 120 Kilometern.

## Geographie
Die Serranía Marimonos folgt der Auffaltungsrichtung des Anden-Hochgebirges, ohne die absolute Höhe der zentralen Anden-Regionen zu erreichen, ihre Ostflanke ertrinkt in dem Erosionsmaterial, das in Jahrmillionen in das bolivianische Tiefland geschüttet worden ist. Die Sierra de Marimonos besteht aus mehreren parallel verlaufenden Höhenrücken, die regional auch eigenen Namensbezeichnungen tragen, wie die Serranía Tacuaral oder die Serranía Cajones. In Streichrichtung der Sierra Marimonos verlaufen zwischen den einzelnen Höhenrücken verschiedene größere Flussläufe, wie der Río Inicua und der Río Quiquibey.

## Erschließung
Die Serranía Marimonos ist wenig besiedelt und nur durch unbefestigte Straßen erschlossen, sie wird in ihrem nordwestlichen Abschnitt durch die Nationalstraße Ruta 3 durchschnitten. An den Rändern der Serranía Marimonos haben sich in den vergangenen Jahrzehnten Ortschaften zu Kleinstädten entwickelt, wie zum Beispiel Palos Blancos zwischen der Serranía Marimonos und dem Río Alto Beni.